# Суперкубок Оману з футболу 2010
Суперкубок Оману з футболу 2010  — 10-й розіграш турніру. Матч відбувся 15 вересня 2010 року між чемпіоном Оману клубом Ес-Сувайк та володарем кубка Оману клубом Сахам.
| Володар Суперкубка Оману 2010 |
| ----------------------------- |
|                               |
| Сахам Перший титул            |

## Матч

### Деталі
| 15 вересня 2010 17:50 (EEST) |

| Ес-Сувайк | 0:1 | Сахам |
| --------- | --- | ----- |
|           |     | 86'   |

| Аль-Сіб, Ес-Сіб |